# Марсиански метеорити
Марсианските метеорити (SNC клан) са скали, образувани на Марс, изхвърлени от планетата вероятно при сблъсъци с астероиди, преминали през междупланетното пространство и паднали на Земята. Групата спада към тип Ахондрити и носи името си от началните букви на трите основни вида марсиански метеорити – шерготити (SHE = Shergottite), нахлити (NAK = Nakhlite) и шасинити (CHA = Chassignite).
От всички метеорити, открити на Земята до 2020 г., най-малко 266 са идентифицирани като произхождащи от планетата Марс. Тези редки метеорити предизвикват вълнение в целия свят, когато през август 1996 г., НАСА обявява, че има доказателства за съществуването на микрофосили в един от марсианските метеорити.

## История
Теоретичната възможност за падането на метеорити от Марс на Земята се проучва дълго време, но преди мисиите до Марс е било трудно да се докаже такъв произход. В началото на 1980-те години става ясно, че метеоритите от SNC групата са значително по-различни от повечето други типове, намирани на Земята. Сред тези различия са по-младата им възраст, различният изотопен състав на кислорода и наличието на водни продукти от атмосферни влияния. Значителни промени започват след 1976 г., когато са получени първите данни от повърхността на Марс, предадени от космическите кораби на НАСА Викинг 1 и Викинг 2. Тогава се установява изотопният състав на газовете в атмосферата на Марс, която прилича на газовете, съдържащи се в SNC метеоритите. През 2000-те години се получават нови данни за минералния състав на марсианската кора, предадени от марсоходите Спирит, Опъртюнити и Кюриосити.
Първият марсиански метеорит е намерен в египетската пустиня през 1911 г. в района Нахла, откъдето идва и името му. Неговите фрагменти са открити в радиус от 4 км от епицентъра на експлозията, а общата им маса е около 10 кг. Принадлежността на метеорита към Марс, е определена много по-късно, базирана на повишеното съдържание на изотопа 13С. Той е на 1,3 милиарда години и е първият метеорит от Марс, в който са открити следи от наличието на вода на тази планета, заради присъствието в него на следи от опал, който се образува във водната среда. По-късно този вид марсиански метеорити са класифицирани в групата Нахлити.

## Произход
Като източник на този вид метеорити доказателствата сочат планетата Марс. При тях се наблюдава недостиг на желязо и свързани елементи, което показва, че идват от планета, където тези елементи са се разделили и са образували метално ядро. Друго доказателство са геоложките и химичните процеси, уникални за планетите – вероятността за наличието на вода в миналото. Газовете, съдържащи се в метеоритите напълно съвпадат с тези в атмосферата на Марс, измерена от кацналите модули на Викинг 1 и 2 на НАСА. Благородните газове, въглеродът и азотът, измерени в гънките на ударната стопилка в някои метеорити, имат същото относително изобилие на елементи и подобни изотопни съотношения като атмосферата на тази планета. Също така, съставът на основните елементи на шерготитите е много подобен на съставите, измерени от модула на Викинг на марсианската повърхност. SNC метеоритите са широко приети като проби от марсианската кора и въз основа на по-младата им възраст в сравнение с другите метеорити се предполага, че те са произлезли от вътрешността на планета. Изотопните съотношения на кислорода на марсианските метеорити ги отличават като уникална група, различна от системата Земя/Луна и други типове метеорити и показват, че те са свързани помежду си чрез единни геоложки процеси.
Повечето от марсианските метеорити са сравнително млади, като само няколко представляват скали от първоначалните милиарди години от марсианското геоложко време. Това показва планетарен източник, който все още е бил геологически активен сравнително наскоро. Най-младият марсиански метеорит е на 170 милиона години, а най-старият – 3,8 – 4,1 милиарда. Тези възрасти обикновено се тълкуват, за да се отрази възрастта на кристализация на метеоритите, което показва, че Марс все още може да бъде геологически активна планета. Предполага се обаче, че младите възрасти на шерготитите всъщност може би отразяват времето на вторична промяна и че възрастта на тяхното формиране е близка до около 4,0 милиарда години. Това тълкуване изисква минералите от късната фаза, т.е. фосфатите, в тези шерготити да бъдат засегнати от събитие на вторична промяна. Изследванията на разпределението на микроелементи показват, че тези фосфати са образувани чрез фракционна кристализация в затворената система на изходните стопилки и че запазват първоначалния си магмен състав. Систематиката на марсианските метеорити доказва, че глобалната силикатна диференциация на Марс е настъпила близо преди 4,5 милиарда години.
Учените правят опити да идентифицират марсианските кратери, източници на падналите на Земята метеорити. Проблемът е, че те произхождат от неизвестни места на повърхността на Марс. Предложени са няколко обекта, но точното местоположение не е известно. Снимките на марсианската повърхност, направени от орбита от Викинг 1 и 2, разкриват множество ударни кратери. Един от тях е с размери 14 на 31 км, разположен при южните подходи към вулкана Церауниус Толус, на около 950 км западно от мястото за кацане на Викинг 1. Възможно е част от лавата, изтичаща от този вулкан преди 1,3 милиарда години, да се е охладила и да е образувала базалтови скали, въпреки че редица други кратери също са идентифицирани като възможни източници на базалт.
Механиката за това как метеоритите биха могли да бъдат изхвърлени от марсианската повърхност, за първи път е проучена подробно в началото на 1980-те години от Лорънс Никуист (Laurence Nyquist) от Космическия център Джонсън в Хюстън. Голям обект, удрящ Марс при 35 000 км/ч, би могъл да изхвърли материал от повърхността със скорост, надвишаваща марсианската втора космическа скорост от 18 000 км/ч. Неговите изчисления разкриват, че скоростта на изстрелване би била лесно надвишена, ако топлината от удара изпари вечната замръзналост под повърхността на Марс и така доведе до масивна газова експлозия. Тези заключения са потвърдени от работата на Джон О'Кийф и Томас Арънс от Калифорнийския технологичен институт през 1986 г. Поради проблемите със скоростта на изхвърляне на материали от марсианската повърхност, възможно е всички метеорити от групата да са получени от едно голямо въздействие, настъпило преди около 200 милиона години.

## Състав
SNC метеоритите са финозърнести магмени кумулати от мафичен или коматитен състав. Коматитът е вулканична скала с високо съдържание на магнезий и относително ниско на силиций. Типовете скали, представени в марсианските метеорити, са базалт, лерцолит, клинопироксенит, дунит и ортопироксенит, които имат различни пропорции на оливин, ортопироксен, клинопироксен, плагиоклаз и оксидни минерали.
Марсианските метеорити са домакин на редица водни фази, включително апатит, амфибол, биотит, вулканично стъкло, скаполит и редица алтернативни хидратирани минерали. Вулканичната стъкло, апатитът и амфиболът са първичните фази, използвани за количествено определяне на изобилието на вода в марсианските магми въз основа на известни взаимоотношения на разделяне на минерали и стопилки. Магмите обаче биха могли да изпитат дегазиране по време на охлаждане и кристализация, което би намалило съдържанието на вода в родителската стопилка. При удар част от съдържащата се в скалите вода също би могла да се изпари.
Всички марсиански метеорити са магмени скали (с изключение на полимиктната брекча NWA 7034/7533), които или са се втвърдили на повърхността от лавови потоци, или като магма в плитката кора на планетата. По този начин те потенциално съдържат не само оригиналната си магмена вода, но и повърхностни водни компоненти, които биха могли да бъдат включени по време и/или след втвърдяването на магмата. Предполага се, че приземната вода е трябвало да се обменя изотопно с атмосферната вода поне през последните 200 милиарда години.

## Класификация
Всички марсиански метеорити са магмени скали, които са се образували чрез кристализация на охлаждащата се магма в марсианската кора. Като такива всички са ахондрити, формирани чрез диференциация в тяхното родителско тяло. Марсианските метеорити имат много прилики с HED ахондритите, но кристализацията в младите им години и разликите в кислородния изотоп ги поставят в отделна група. Те представляват разнообразие от вулканични до субвулканични и плутонични магмени скали, които са категоризирани въз основа на техните петрологични и геохимични характеристики, в четири групи – базалтови и лерцолитови шерготити, клинопироксенитови нахлити, дунитови шасинити и ортопироксенити.
Тъй като по-късно са идентифицирани още екземпляри от групата, но някои от тях не се вписват добре в съществуващите типове, са създадени и подгрупи. Например метеоритите Загами и EETA 79001 са шерготити, които са включени в подгрупата базалтови шерготити. Метеоритите Лафайет и Говернадор Валадарис – в нахлит кумулати. Установено е, че ALHA 77005 е свързан с шерготити, но е по-скоро кумулат, отколкото базалт. Въпреки това е класифициран като шерготит. Допълнителната група Ортопироксенити е създадена за метеорита ALH 84001, който засега е единствен неин член.

### Шерготити (S)
Шерготитите представляват най-често срещаната група марсиански метеорити, открити на Земята. Носят името на метеорита Шерготи, паднал в Индия през есента на 1865 г. Той е относително млад, възрастта му е изчислена на 175 милиона години. Учени от Масачузетския технологичен институт, които изучават метеорита, стигат до извода, че за да кристализират минералите, съдържащи се в него, са необходими поне 2% вода във вулканичната магма.
Шерготитите се състоят от базалтови вулканични скали, застинали на повърхността от лавови потоци. В зависимост от съдържанието им, се делят на три подгрупи:

#### Базалтови шерготити (S-B)
Базалтовите шерготити са с преобладаващо съдържание на пироксен и плагиоклаз. Обикновено имат листни текстури, които вероятно са се получили чрез подравняване на потока в екструзивните лавови потоци. След кристализацията им като магмени скали са претърпели вторична промяна под въздействието на течности. Съдържат незначителни количества глинести минерали, калцит, гипс и фосфатни минерали. Тези минерали се срещат като изолирани зърна по дължината на фрактури или са частично включени в ударни вулканични стъкла. Пример за метеоритите от тази група е Загами, паднал през 1962 г. край едноименното нигерийско село. Базалтовите скали със структури със силно динамично напрежение показват, че пробата е бил избита и деформирана в резултат на силово въздействие. Черните ивици вулканично стъкло в него съдържат газови мехурчета от атмосферата на Марс. Възрастта му е 180 милиона години.

#### Лерцолитни шерготити (S-L)
Това са кумулати, при които лерцолитът е изграден преобладаващо от пироксен и оливин. Кумулатите са магмени скали, образувани от гравитационното утаяване на кристалите в стопилка. Оливинът и хромитът са последвани в кристализацията си от големи кристали на пироксен, след това интерстициален (циментиращ) пироксен, плагиоклаз, илменит и други допълнителни фази (включително фосфати и сулфиди).

#### Преходни членове
В преходните членове влизат базалтовите брекчи с марсиански произход.

### Нахлити (N)
Нахлитите носят името на 10-килограмовия метеорит Нахла, паднал през 1911 г. в Египет. Нахлитите са кумулати на клинопироксена. Образувани са от базалтова магма, натрупана при най-малко 4 изригвания и обхващащи около 93 ± 12 милиона години, в периода преди 1416 ± 7 до 1322 ± 10 милиона години. Съставени са предимно от авгит, изградени от финозърнест, зеленикаво-кафяв материал и съдържат редки минерали, които биха могли да възникнат само в присъствието на течна вода. Това показва, че на повърхността на планетата, преди около 1,5 милиарда години, е присъствала вода. Клинопироксенитите съдържат сложна съвкупност от нискотемпературни променящи се минерали, за които е доказано, че са с извънземен произход. Основната фаза на промяна е заместването на оливина с кафеникава смес от силикати, смектит (глинест минерал със слоеста структура) и железни оксиди, в която се срещат следи от калциев сулфат, калциев фосфат, магнезиев фосфат и халит.
Предполага се, че нахлитите са се образували в големите марсиански вулкани на Тарсис или в лавовите полета на Елизиум. Всъщност, като потенциални източници за нахлитите са предложени повече от седем различни марсиански кратера. През 2017 г. най-вероятен изглежда един от кратерите в Елизиум, запазил лъчи, които са показателни за скорошен удар, съответстващ на възрастта на нахлитите. Диаметърът му е 6,5 км, достатъчно голям, за да може ударът да има енергия, която да изкопае и изхвърли материал извън орбитата на Марс. Стените му пазят ясни доказателства за множество слоеве, които се тълкуват като потоци от лава.

### Шасинити (C)
Носят името на 4-килограмовия метеорит Шасини, паднал във Франция през 1815 г. Това е много рядък вид метеорити, който се състои само от два представителя – съименника и NWA 2737. Това са марсиански дунити с подобни текстури и минералогия. Те са кумулати от оливин-хромит, съставени от милиметрови едрични до субедрични оливини (90%) с няколко обемни процента пироксен и хромит. Оливинът е доста еднакъв по състав, но в NWA е по-форстеритов, отколкото в Шасини. Разтопените включвания в оливина съдържат водороден амфибол, което предполага, че скалите са се образували при силно окисляващи условия. Съдържат и минерали, които могат да възникнат само в присъствието на вода.

### Ортопироксенити (O, OPX)
Досега е известен само един представител на тази група – метеоритът ALH 84001 (Allan Hills 84001), който е намерен във вечния лед на Антарктика. За разлика от другите марсиански метеорити, той се състои почти изключително от минерала ортопироксен и е много по-възрастен от останалите. Възрастта на ортопироксените в него се определя на 3,8 до 4,1 милиарда години и се интерпретира като евентуално отразяваща времето на тежки бомбардировки на Марс, съвпадащи с подобно събитие на Луната. Датирани са и карбонатите в него, за които се смята, че се утаяват в резултат на взаимодействие с водна течност в приповърхностна среда – около 3,9 милиарда години.
ALH 84001 съдържа богато разнообразие от вторични фази, които се дължат на промяна от хидротермални или богати на CO2 течности. В зоните на счупване се виждат разпръснати заоблени зърна от карбонатни минерали. Карбонатите са силно зонирани по състав и съдържат включвания от магнетитови и сулфидни фази.
Този метеорит става особено известен със своите микроскопични включвания, които имат структури, напомнящи на изкопаеми бактерии. Все още е спорно дали тези структури представляват следи от примитивни марсиански организми или са създадени чрез чисто химични процеси. Продължава да тече енергичен дебат относно произхода на карбонатите, подхранван от предположението, че те съдържат доказателства за изкопаема бактериална активност. Оценките на температурите на образуване на карбонатите варират от 0 до 700 °C.
Първоначално ALH 84001 е неправилно класифициран като диогенит. През 1993 г. е установено, че съдържа окислено желязо в допълнителните оксидни фази, за разлика от редуцираното желязо в оксидите на HED метеоритите. Това означава, че идва от богата на летливи вещества планета от земен тип, а не от астероид. Анализите на кислородния изотоп доказват, че ALH 84001 е част от семейството на SNC, въпреки че не е член на нито една от трите подгрупи.

### Негрупирани
Съществуват няколко метеорита с марсиански произход, които не могат да бъдат отнесени към нито една от групите. Такъв е NWA 7034 (Черната красавица), намерен в пустинята Сахара през 2011 г., който съдържа десет пъти повече вода от другите открити марсиански метеорити. Тежи приблизително 320 грама и е вторият най-стар марсиански метеорит, намерен на Земята. Възрастта му се определя на 2,1 милиарда години и следователно е образуван в началото на най-новия геоложки период на Марс, известен като Амазонски. Съставът му е различен от всеки друг изследван марсиански метеорит и отлично съвпада с повърхностните скали и кратери, изследвани дистанционно, чрез марсоходи и орбитални спътници. Съставен е от фрагменти от базалт, образуван от бързо охладена лава и съдържа предимно фелдшпат и пироксен, най-вероятно резултат от вулканична дейност.

## Известни марсиански метеорити
- Тисинт – Метеоритът е шерготит, паднал на 18 юли 2011 г., близо до мароканския град Тисинт, който се състои от малки „капсули“, съдържащи марсиански въздух. Астрогеолозите са открили, че той представлява вид „витражи“ от много слоеве от различни минерали, включително маскелинит – метеоритно стъкло, което се образува при сблъсък на небесно тяло с повърхността на планетата. Високото съдържание на примеси от марсиански реголит в метеорита може да се обясни с факта, че той е проникнал в пукнатина във вулканичната скала заедно с потоци течна вода, които са съществували в древни времена на Марс.[6] За разлика от други изследвани по-рано марсиански метеорити, той съдържа необичайно високи количества на леки редкоземни елементи – лантан, церий и някои други метали.[6]

- Лафайет – Един от най-интересните метеорити от Марс. Носи името на град Лафайет, Индиана, където е идентифициран като метеорит през 1931 г. Точното място и дата на падането му не са известни. Паднал е на Земята преди 3000 – 4000 години. Композиционно Лафайет е подобен на метеорита Нахла, но съдържа повече извънземна вода. Има тегло от 800 грама и изразена кора, резултат от топене.[6]

- Ямато 593 е открит в Антарктика през 2000 г. Той, както Нахла и ALH 84001 съдържа биоморфи (предполагаеми изкопаеми форми) и други доказателства за минал живот, включително вериги от кристали магнетит и карбонати, натрупани при умерени температури. Възрастта му, определена на около 1,4 милиарда до 3,6 милиарда години предполага, че през този период на Марс е възможно да е съществувал живот.[1]